# ناحیه آهنگران
آهنگران یک ناحیه در شمال ولایت تاشکند در کشور ازبکستان است. مرکز این ناحیهٔ شهر آهنگران است. این ناحیهٔ هم‌مرز با تاجیکستان است و باشندگان آن را ازبک‌ها و تاجیکان تشکیل می‌دهند.

## شهرها و روستاها
شهر آهنگران در محدودهٔ این شهرستان، اما از نظر اداری مستقل از تابعیت آن می‌باشد. این شهر مرکز اداری شهرستان نیز می باشد.در این ناحیه هشت روستای بیرلیک، دوستلیک، آزادلیک، سوسم، تلاو، اوک، قاراختای و قورمه وجود دارد.

## جمعیت
ناحیهٔ آهنگران ۱۱۱٬۲۰۰ نفر جمعیت دارد.